# Lancha interdicción tipo ORCA
Las lanchas de interdicción tipo ORCA, son embarcaciones del tipo GoFast diseñadas por COTECMAR, para la Armada Nacional de Colombia, están encargadas de misiones en el mar de patrullaje, interdicción, búsqueda y rescate en operaciones realizadas por la armada, su desarrollo estaba destinado a remplazar las lanchas tipo Delfín de 7.81m de eslora y 40 nudos de velocidad.  
Las lanchas Orca están en capacidad de transportar hasta 1515 litros de combustible y 189 litros de agua dulce, en su máxima carga pueden alcanzar los 40 nudos de velocidad máxima y pueden mantener una autonomía de 500 nm. 

## Diseño
El diseño se realizó bajo la guía ABS (High Speed Craft Guide del American Bureau of Shipping), se usaron materiales compuestos de Poliéster Reforzado con fibra de vidrio tipo sándwich para la cubierta y cabina, y laminado sólido para el casco. También se utilizó como guía el SWBS3 ( Ship Work Breakdown Structure) de la US NAVY. 
Las lanchas tipo ORCA fueron diseñadas bajo estándares internacionales de construcción de materiales compuestos. Este proyecto dio inicio a una nueva tecnología para Cotecmar como era la laminación al vació para la construcción de botes con fibra de vidrio, el proceso consiste en adherir laminados ya endurecidos a un núcleo seco para crear una conjunto de capaz más resistente.
En este diseño se buscó principalmente la velocidad para su labor policial en los mares, se trabajó en conjunto con la experimentada NAUTATEC – Chile para el desarrollo del casco, se usaron CFDs para modelar, y por simulación lograr garantiza la velocidad final buscada, debido a que se esperaba alcanzar las velocidades de las lanchas delfín, a la vez que se aumentaba considerablemente el peso y las dimensiones a las requeridas por la ARC, que pedían un camarote de descanso para las misiones prolongadas y modificaciones en favor de una mejor ergonomía general. Finalmente fue posible lograr la velocidad de 40 nudos manteniendo los demás requerimientos.

## Usuarios
- Colombia - Armada de la República de Colombia: 15 unidades en servicio (estimado).